# Viktor Felikszovics Vekszelberg
Viktor Felikszovics Vekszelberg (oroszul: Виктор Феликсович Вексельберг; ukránul: Віктор Феліксович Вексельберг) (Drohobics, 1957. április 14. –) oroszországi üzletember, vállalkozó, milliárdos, Putyin elnök elkötelezett szövetségese. 2019 októberében a Forbes 11,4 milliárd dollárra becsülte a vagyonát, ezzel a világ 119. leggazdagabb embere.
Vekszelberg komoly műgyűjtő, 2004 februárjában több mint 100 millió dollár értékben vásárolt meg kilenc Fabergé-tojást New Yorkból, amelyeket a Kremlben és Dubrovnikban állított ki. Összesen 15 tojás birtokosa, amellyel ő a legtöbbet birtokló magánszemély a világon.